# Nico Piro
Nico Piro (Salerno, 22 marzo 1971) è un giornalista e blogger italiano, inviato speciale del TG3, alle dirette dipendenze del direttore della testata.

## Biografia

### Inizi di carriera
Ha iniziato a lavorare come giornalista alla fine degli anni ottanta per testate giornalistiche locali di Salerno, sia su carta stampata, quanto sia in radio e televisione. Nel 1994 inizia a collaborare con il quotidiano il manifesto. Alla fine degli anni novanta lavora al quotidiano Corriere del Mezzogiorno, il regionale del Corriere della Sera in Campania.
Dal 2000 passa come redattore a RaiNet News, testata internet della Rai diretta da Gianluca Nicoletti.
Da RaiNet News, nel 2003, passa al TG3.

### Afghanistan
Dal 2006 per il TG3 ha seguito le vicende dell'Afghanistan e della relativa guerra. Ha realizzato inoltre molti reportage d'approfondimento per "Agenda del Mondo", la rubrica di notizie dal mondo della terza rete su quasi tutti i principali aspetti dell'Afghanistan: la vita quotidiana della popolazione, le organizzazioni umanitarie, la missione delle truppe straniere (italiane e no). Dall'Afghanistan ha anche lavorato per tutte le altre testate Rai.
Nel marzo del 2007 a Kabul ha ottenuto in esclusiva e diffuso per primo il video girato dai sequestratori di Daniele Mastrogiacomo per provare che il giornalista de la Repubblica era effettivamente ancora in vita.
In Afghanistan (con il cameraman del TG3, Gianfranco Botta) è stato il primo giornalista italiano a seguire da vicino le truppe americane in combattimento., mostrando per primo le immagini di combattimento delle truppe italiane in Afghanistan (6 ottobre 2009), discordanti con l'etichetta di missione di pace data alla missione italiana. Il video della battaglia di Parmakan è stato ripubblicato da diversi siti di informazione e quotidiani, venendo rilanciato dalle agenzia di stampa ANSA e APCOM.
Durante le elezioni presidenziali afgane del 2009 ha intervistato Abdullah Abdullah, sfidante di Karzai, che denunciava brogli da parte della macchina governativa del presidente. L'intervista viene ripresa dall'agenzia americana AP- Associated Press.
Il 17 settembre del 2009 è l'unico testimone per la Rai dell'uccisione di sei paracadutisti italiani della Brigata Folgore a Kabul, una strage che racconta giorno per giorno su tutte le reti televisive e radiofoniche della Rai e occasionalmente per altre testate.

### Multimedia
Nella seconda metà degli anni novanta, Nico Piro si è occupato di multimedialità con il laboratorio "memoria verticale", scrivendo articoli per il manifesto, e curando la rubrica "il lato oscuro" su Internet news..
Ha realizzato la prima diretta Facebook della Rai in occasione delle elezioni presidenziali negli Stati Uniti d'America del 2016 - che gli varrà il Premiolino in quanto pioniere italiano del giornalismo mobile.

## Attività sindacale
È stato attivo nell'UsigRai, il sindacato unico dei giornalisti Rai. 
È stato fiduciario della redazione di RaiNetNews.
Componente della commissione sindacale eletta al X congresso Usigrai di Montesilvano nell'ottobre 2006, diviene membro della commissione contratto, eletto al XII congresso Usigrai di Salsomaggiore.
Durante quel congresso ha tenuto un intervento sul rilancio dell'informazione estera nel servizio pubblico. Al congresso di Padova del 2015 ha rappresentato la componente di opposizione EPI, che ha poi lasciato, abbandonando l'attività sindacale.

## Opere

### Libri
- Uno strano dono: storia di un giornalista di guerra che ha imparato a far pace con la disablità, Milano, Solferino, 2024
- Se vuoi la pace conosci la guerra, un libro per ragazze e ragazzi, HarperCollins, 2024
- Guerriero della pace. Capitolo nell’opera collettiva dedicata a Gino Strada La miglior cosa che possiamo fare, Busto Arsizio, People, 2022
- Maledetti Pacifisti, Busto Arsizio, People, 2022 Dal libro hanno tratto ispirazione i Modena City Ramblers per la prima traccia Le guerre degli altri/Maledetti pacifisti dell’album Altomare, pubblicato nel giugno 2023.
- Kabul, crocevia del mondo, Busto Arsizio, People, 2022
- Corrispondenze Afghane, San Giovanni Valdarno, Poets & Sailors, 2019
- Afghanistan Missione Incompiuta, Roma, Lantana Editore, 2016. Oggi edito da Poets & Sailors
- Cyberterrorismo - come si organizza un rapimento virtuale,[26] Roma, Castelvecchi, 1998. Sulle pratiche del gruppo etoy, cyber- artisti mitteleuropei.
- Come si produce un Cd-Rom - comunicare mixando media,  Roma, Castelvecchi, 1997. Adottato anche in corsi universitari e master di specializzazione.[27]

### Filmografia
- Un ospedale in guerra (2020,[28] documentari prodotto a Kabul nell'ospedale di Emergency).
- Today I will live - Oggi voglio vivere (2019,[29], girato in Afghanistan, gli varrà il Mobile Journalism Awards nel 2020).
- Killa Dizez - Vita e morte al tempo di Ebola (2015, sceneggiatura, regia, e montaggio.[30] Il documentario è ambientato in Sierra Leone durante l'epidemia di Ebola del 2014-2015, ha vinto alcuni premi e ottenuto nomination in diversi festival italiani e stranieri.[31]

## Premi e riconoscimenti
- Premio Colombe D'Oro per la Pace Archivio Disarmo 2022[32]

- Riconoscimento nazionale Mimmo Beneventano 2022[33]

- Premio nazionale sul reportage di guerra Antonio Russo 2022 Sezione televisione

- SmartFone Flick Fest SF3 People's Choice Award 2021 per il corto "Today I will live".

- Premio Speciale Luchetta 2021 per essere "riuscito a traghettare in un porto sicuro una mamma e il suo bambino e perché nei suoi servizi, sempre dalla parte degli ultimi, ci ricorda come questo mestiere possa essere un impegno civile e morale".[34]

- Dublin Smartphone Film Festival 2021, miglior documentario[35] per il corto "Today I will live".

- People's choice award 2021 di MobileMovieMaking Magazine per il corto "Today I will live".

- Journalism.co.uk Outstanding examples of journalism World News Day 2020 Mobile journalism during lockdown [36]

- Premio internazionale Maria Grazia Cutuli 2020, sezione "Stampa Nazionale".[37]

- Mobile Journalism Awards 2020 per il corto "Today I will live - Oggi voglio vivere"[38].

- Premiolino, il 20 giugno del 2017 gli è stato assegnato il più antico premio giornalistico italiano con la seguente motivazione: inviato del TG3 e blogger, ha realizzato il primo Facebook Live della RAI in occasione delle elezioni presidenziali USA 2016.[39]

- Premio Alberto Jacoviello, dedicato allo scomparso inviato di Repubblica e dell'Unità.[40]

- Premio Luchetta 2016, finalista nella sezione reportage con "Fango"[41] girato nel campo profughi di Grand Synte in Francia.

- Premio Giancarlo Siani 2011, menzione speciale con "Il mistero del pescatore - indagine sulla morte di Angelo Vassallo" di Giulio Gargia, Tommaso Vitiello, Paco Desiato e Nico Piro.[42][43][44][45]

- Premio Ilaria Alpi 2011, finalista con il servizio "Inferno a Ras Jedir"[46] dalla frontiera libico-tunisina di Nico Piro e Gianfranco Botta.

- Premio L'anello debole 2010, finalista con "Ritorno a Kunar", realizzato con Gianfranco Botta[47][48]

- Premio Guido Carletti 2010 con il reportage "La trappola" sui profughi afgani a Patrasso[49]

- Premio Paolo Frajese 2009 per il suo "racconto" della strage di Kabul del 17 settembre 2009[50]

- Premio Marco Luchetta 2009 con il reportage dalla Sierra Leone "Un calcio alla fame"[51]

- Premio Ilaria Alpi 2008 categoria miglior servizio da TG "battaglia a Korengal" con il cameraman-giornalista del TG3 Gianfranco Botta[52]

- Premio Anello Debole 2007 menzione speciale per il reportage "Kabul, anno nuovo" con il cameraman-giornalista del TG3 Mario Rossi[53]

- Nell'ottobre 2000 ha vinto il premio giornalistico Smau per i suoi articoli sul mondo del web e del multimedia.